# Carcino di Naupatto
Carcino di Naupatto (in greco Καρκίνος ; Naupatto, fine VII secolo a.C. – VI secolo a.C.) è stato un poeta greco antico.

## Biografia
Di Carcino, citato solo nella Periegesi della Grecia di Pausania, abbiamo solo la notizia che fosse dell'antica Naupatto (oggi Lepanto), capitale della Locride Ozolia.

## Opere
Secondo Pausania, che riporta l'opinione del logografo Carone di Lampsaco, Carcino era l'autore dei Naupaktia ("Canti di Naupatto"), un poema epico (di cui restano solo 13 frammenti, per un totale di dieci versi) probabilmente di stampo genealogico. Infatti il soggetto dei Ναυπάκτια, sempre secondo Pausania, erano ἔπη πεποιημένα εἰς γυναῖκας ("versi scritti per le donne").
Quindi, tra le eroine si può dedurre che fosse introdotta Medea, e di conseguenza la storia del vello d'oro e degli Argonauti, come evidente dalle numerose citazioni, ancorché non testuali, negli scolii ad Apollonio Rodio, per segnalare alcune variazioni del poeta ellenistico rispetto al poema più antico, come, ad esempio, l'aiuto di Afrodite a Giasone e Medea fuggiaschi da Iolco e che si erano stabiliti non a Corinto (come nella versione poi resa canonica da Euripide), ma a Corcira.